# Marco Odermatt
Marco Odermatt, švicarski alpski smučar, * 8. oktober 1997, Švica.

## Dosežki

#### Mladinsko svetovno prvenstvo 2018
Odermatt je na mladinskem svetovnem prvenstvu v Davosu, februarja 2018, osvojil kar štiri naslove mladinskega svetovnega prvaka (veleslalom, alpska kombinacija, superveleslalom in smuk). Bil je zlat tudi na ekipni tekmi.

#### Sezona 2020
Odermatt je prvič na stopničke stopil marca 2019 na veleslalomu v Kranjski Gori, kjer je bil tretji. Teden kasneje je bil drugi še na veleslalomu v Andori. Svojo prvo zmago na tekmah svetovnega pokala je dosegel v sezoni 2020, 6. decembra 2019 na superveleslalomu v Beaver Creecku (ZDA).